# Tyronne del Pino
Tyronne Gustavo del Pino Ramos (ur. 27 stycznia 1991 w Las Palmas de Gran Canaria) – hiszpański piłkarz występujący na pozycji pomocnika w hiszpańskim klubie UD Las Palmas.